# Dominique Ansel

O chef Dominique Ansel.

Dominique Ansel (nascido em 1978) é um chef de pastelaria nascido na França e é proprietário da Dominique Ansel Bakery, em Nova York. Ele é mais conhecido por sua invenção do cronut, um híbrido croissant - donut que se tornou um fenômeno. 

## Biografia
Criado em uma família da classe trabalhadora em Beauvais, uma pequena cidade ao norte de Paris, Ansel é o caçula de quatro filhos. Depois do colegial, foi aprendiz em restaurantes locais, primeiro trabalhando em salgados e depois em pastelaria, gravitando com mais força a precisão científica da pastelaria. Aos 19 anos, Ansel prestou serviço militar na Guiana Francesa como parte de um programa comunitário que ensinava os moradores a cozinhar. 

## Carreira
Ansel já trabalhou como chef executivo de pastelaria no Daniel, um restaurante francês de duas estrelas Michelin na cidade de Nova York. Mais tarde, ele abriu a Dominique Ansel Bakery em SoHo, Manhattan. Sua invenção do Cronut em 2013 se tornou um fenômeno amplamente divulgado, sendo nomeada uma das melhores invenções da Time Magazine do ano. Logo depois, ele criou doces notáveis, incluindo o Cookie Shot, o Frozen S'more e o Blossoming Hot Chocolate, entre outros. 
Ele foi nomeado o melhor chef de pastelaria nos EUA pelo James Beard Awards em 2014. 
Em abril de 2015, ele abriu uma segunda loja em Nova York, Dominique Ansel Bakery Kitchen, com um menu de sobremesas feitas sob encomenda. 
Sua loja Dominique Ansel Bakery London abriu no bairro de Belgravia em Londres em setembro de 2016 e ele abriu uma padaria e um restaurante, 189 por Dominique Ansel, em Los Angeles em novembro de 2017. 

Os prêmios dos 50 Melhores Restaurantes do Mundo nomearam Ansel o Melhor Chef de Pastelaria do Mundo em 2017, tornando-o o mais jovem e o primeiro chef de pastelaria da América a receber a honra. 